# Helmuth Raithel
Helmuth Raithel (ur. 9 kwietnia 1907 w Ingolstadt, zm. 12 września 1990 na przełęczy Semmering) – niemiecki oficer Wehrmachtu i Waffen-SS.

## Życiorys
Był synem oficera armii bawarskiej. Uczęszczał do szkoły podstawowej, a następnie do Wittelsbacher-Gymnasium w Monachium, którą ukończył w 1926 roku. Będąc jeszcze uczniem, Raithel (nie był jeszcze członkiem NSDAP) wziął udział w puczu monachijskim. Z czasem został za to odznaczony prestiżowym Orderem Krwi. Był żonaty i miał dwie córki.
1 kwietnia 1926 roku wstąpił do Reichswehry w stopniu podchorążego. Został później wysłany do 19 Pułku Piechoty Górskiej gdzie spędził cztery lata dowodząc tam plutonem.
W kwietniu 1938 roku po przeformowaniu brygady w 1 Dywizję Górską został mianowany adiutantem w 99 Pułku Strzelców Górskich. W czasie kampanii wrześniowej 1939 roku był instruktorem w szkole piechoty górskiej w Fulpmes w Alpach Sztubajskich. W sierpniu 1940 roku, Raithel został przeniesiony na stanowisko dowódcy batalionu w nowo utworzonej z oddziałów szkolnych dnia 1 maja 1940 roku 6 Dywizji Górskiej.
Wiosną 1941 roku wziął udział w kampanii bałkańskiej, uczestnicząc w bitwie o przełamanie linii Metaksasa. Był to system greckich umocnień górskich zbudowanych w latach 1936–1941 broniącym Grecję przed ewentualną inwazją z terenu Bułgarii.
Po pokonaniu Grecji Raithel we wrześniu 1941 roku wraz z dywizją został wysłany do Laponii w północnej Finlandii. Pozostał tam na stanowisku dowódcy batalionu z 143 Pułku Strzelców Górskich. W czerwcu 1941 roku wziął udział w ataku Niemiec na ZSRR i walczył przeciwko Armii Czerwonej w północnej Finlandii. W sierpniu 1942 roku został przeniesiony i przydzielony do Naczelnego Dowództwa Wojsk Lądowych.
W 1943 roku jego mentor, generał Ferdinand Schörner, poradził mu, aby przeniósł się do szybko rozwijającego się Waffen-SS. Uważał, że to właśnie tam Raithel miałby większe szanse do rozwijania się i dalszego awansowania. 30 listopada 1943 roku Raithel został przeniesiony do Waffen-SS jak i Allgemeine SS.
W lutym 1944 roku poprowadził swój pułk do walki przeciwko partyzantce na terytorium Niepodległego Państwa Chorwackiego.
W czerwcu 1944 roku zapadła decyzja o utworzeniu drugiej dywizji Waffen-SS złożonej z muzułmanów. W tym celu z Dywizji „Handschar” przeniesiono część kadry dowódczej, która miała stanowić bazę do sformowania 23 Dywizji Górskiej SS „Kama” (2-giej chorwackiej). Dowódcą nowej dywizji został SS-Standartenführer Helmuth Raithel.
W grudniu 1944 roku przeniesiono Raithela do Alzacji na stanowisko dowódcy 11 Pułku Strzelców Górskich w 6 Dywizji Górskiej „Nord”, gdzie jego pułk walczył przeciwko jednostkom amerykańskim. W styczniu 1945 roku oddział znalazł się w Pirmasens, gdzie wziął udział w ostatniej niemieckiej ofensywie w okresie II Wojny Światowej na Froncie Zachodnim pod kryptonimem Operacja "Północny Wiatr".
W lutym 1945 roku po odpoczynku i uzupełnieniach jego oddział został wycofany z linii obronnej i otrzymał rozkaz odbić Trewir z rąk armii amerykańskiej. Atak rozpoczął się 7 marca 1945 roku. Po pierwszym sukcesie Amerykanie podciągnęli świeże siły i uderzyli na dywizję zmuszając ją do odwrotu z powrotem na północ od Moguncji. 19 marca 1945 roku pułk Raithela został przekształcony w „Kampfgruppe Raithel”.
Na początku kwietnia 1945 roku, podczas walk Raithel zostaje ranny w głowę i wzięty do niewoli przez Amerykanów.
Po wojnie znalazł pracę w rolnictwie w Południowej Afryce, gdzie przez wiele lat robił karierę zawodową. Po przejściu na emeryturę wrócił do Bawarii i obronił pracę doktorską z historii na Uniwersytecie Ludwika i Maksymiliana w Monachium. W 1990 roku zginął w wypadku samochodowym.

## Kariera wojskowa
- Fahnenjunker (październik 1926)[3]
- Leutnant (1 czerwca 1930)[3]
- Oberleutnant (1 lipca 1932)[3]
- Hauptmann (1 kwietnia 1937)[3]
- Oberstleutnant (1 października 1943)[3]
- SS-Obersturmbannführer (1 grudnia 1943)[3]
- SS-Standartenführer (2 kwietnia 1944)[3]

## Odznaczenia
- Order Krwi
- Krzyż Żelazny (1939)[3]
  - II klasy
  - I klasy
- Złoty Krzyż Niemiecki (1942)[3]
- Medal za Kampanię Zimową na Wschodzie 1941/1942 (1943)[3]
- Order Waleczności